# احتجاجات فنزويلا 2019
احتجاجات فنزويلا 2019 هي سلسلة من احتجاجات أمريكا اللاتينية التي شهدتها فنزويلا ضد الرئيس نيكولاس مادورو منذ 11 يناير 2019، كعمل منسق لإقالته من الرئاسة.
بدأت المظاهرات في أعقاب تنصيب الرئيس مادورو المثير للجدل للمرة الثانية، تطورت فيما بعد إلى أزمة رئاسية بين مادورو والرئيس المعين من قبل الجمعية الوطنية خوان غوايدو كرئيس مؤقت للبلاد.
تعد هذه الاحتجاجات جزء من الاحتجاجات التي بدأت منذ عام 2013 على المستوى الوطني، مقابل مظاهرات مضادة نظمها مناصرو مادورو.

## الاحتجاجات الوطنية
في مارس 2019، ذكرت صحيفة وول ستريت جورنال في مقال بعنوان «مادورو يفقد قبضته على فقراء فنزويلا» أن الأحياء الفقيرة تنتفض ضد مادورو وأن الكثيرين يلومون الحكومة على هذا التحول. كما صرحت منظمة «فورو بينال» لحقوق الإنسان أن 50 شخصًا معظمهم من الأحياء الفقيرة قد لقوا مصرعهم على أيدي قوات الأمن في الشهرين الأولين فقط من العام، فيما تم اعتقال 653 بسبب الاحتجاجات أوإعلانهم معارضة الحكومة.
في المقابل كانت هناك مظاهرات مضادة لدعم الثورة البوليفارية وحكومة مادورو والتدخلات الأجنبية. من بينها دعم الجنرال المتقاعد هوغو كارفاخال رئيس الاستخبارات العسكرية الفنزويلية لمدة عشر سنوات خلال فترة حكم هوغو تشافيز، والذي شغل منصب نائب الجمعية الوطنية للحزب الاشتراكي الموحد لفنزويلا وعرف بتأييده لمادورو، كما صرح عدد كبير من الشخصيات البارزة أن مادورو أمر بحشد «الاحتجاجات التلقائية» لصالحه خارج البلاد بتمويل من شركائه.

### تنصيب نيكولاس مادورو
خلال تنصيب نيكولاس مادورو لولاية ثانية لفنزويلا، نظم العديد من الفنزويليين المعارضين لولايته احتجاجات في جميع أنحاء البلاد وفي العاصمة كاراكاس. تم الإبلاغ عن العديد من حالات الاحتجاج التقليدية المعروفة باسم «كصرلآزو» في جميع أنحاء كاراكاس، وبالقرب من مكان تأدية مادورو اليمين الدستورية. في المقابل تظاهر أنصار مادورو بشكل منفصل.
دعت المعارضة سابقا الناس للاحتجاج أثناء التنصيب، وهو ما استجاب له طلاب بقيادة رافايلا ريكسنس وحزب الإرادة الشعبية التابع لخوان غوايدو، الذين تسببوا باحتجاجات أغلقت طريقًا بالقرب من جامعة فنزويلا المركزية.

### كابيلدو مفتوح
تم التعامل مع العديد من الكابيلدات المفتوحة في يناير 2019، التي تم التعامل معها كشكل من أشكال الاحتجاج السلمي، في 11 يناير، نظم خوان غوايدو أول مظاهرة. في شوارع كاراكاس شارك فيها عدد من الناس لدعمه.

## الاحتجاجات الخارجية
خلال الأزمة الرئاسية، قطعت حكومة الولايات المتحدة علاقاتها مع إدارة نيكولاس مادورو، واعترفت بخوان غوايدو رئيسا بالنيابة لدولة فنزويلا. في 10 أبريل، بعد أن سحبت إدارة مادورو دبلوماسييها من سفارة فنزويلا في واشنطن، تلقى نشطاء من منظمة كود بينك الأمريكية المناهضة للحرب، مفاتيح المبنى من الدبلوماسيين واستوطنوا فيه. قامت المجموعة بتأمين جميع المداخل بالسلاسل والأقفال.
اعترفت الولايات المتحدة بكارلوس فيتشيو سفيرا عن الرئيس المؤقت خوان غوايدو، واعتبرت السفارة مملوكة لحكومة خوان غوايدو، لكن احتلال المبنى من قبل المنظمة لم يسعف السفير في مزاولة مهامه. ولعدة أيام، تجمع أنصار خوان غوايدو خارج المبنى في محاولة لمنع الناشطين الأمريكيين من مواصلة احتلاله. في مايو 2019، أسفرت المصادمات بين نشطاء المجموعة الأمريكيين والمتظاهرين الفنزويليين عن اعتقالات لكلا الجانبين. في 14 مايو أصدرت السلطات الأمريكية إشعارًا باخلاء النشطاء. بعد يومين، أبعدت السلطات الأمريكية النشطاء الأربعة الباقين من السفارة.
في نهاية شهر يوليو 2019، قام بعض من أعضاء منظمة كود بينك الذين شاركوا في احتلال السفارة بزيارة فنزويلا خلال منتدى ساو باولو. قام مادورو بالتقاط صور للمجموعة ومكافأتها بالهدايا، بما في ذلك كتاب عن سيمون بوليفار ونسخة طبق الأصل من سيف بوليفار.